# Charte d'Athènes (1933)
Pour les articles homonymes, voir Charte d'Athènes.

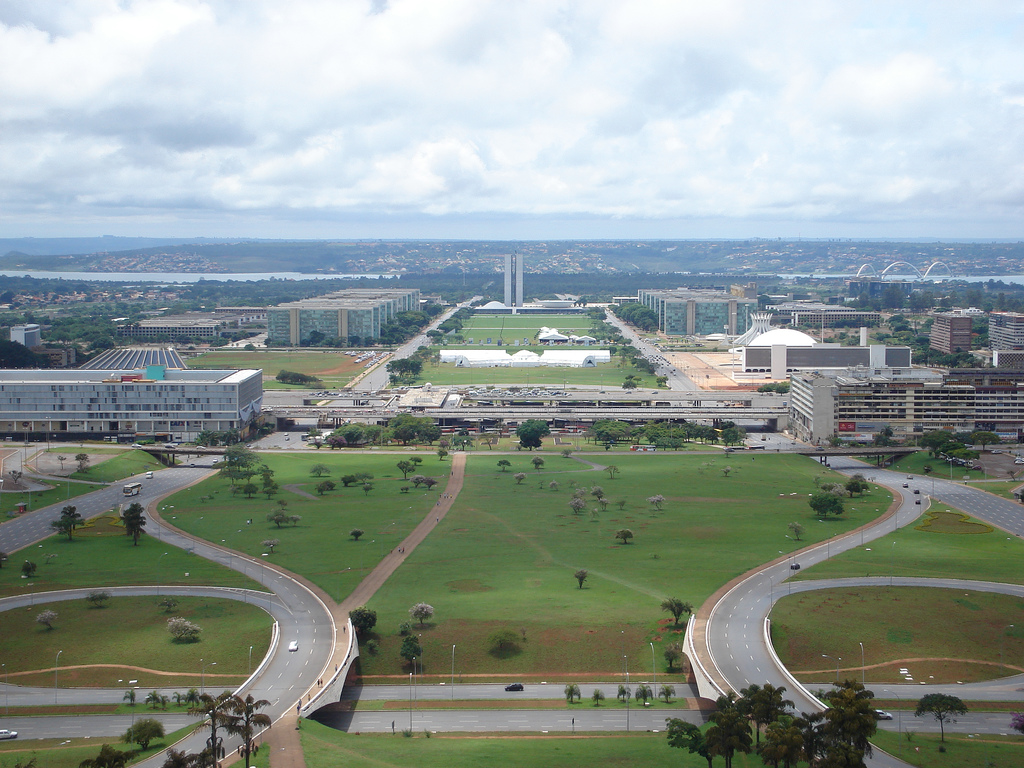
Brasilia, un urbanisme représentatif de la charte d'Athènes.

La charte d'Athènes a constitué l’aboutissement du IVe Congrès international d'architecture moderne (CIAM), tenu lors d'un voyage maritime entre Marseille et Athènes en 1933 sous l'égide de Le Corbusier. Le thème en était « la ville fonctionnelle ». Urbanistes et architectes y ont débattu d’une extension rationnelle des quartiers modernes. En France et ailleurs, elle a largement contribué à la conceptualisation de la notion de zonage en urbanisme.

## Présentation
La charte compte 95 points sur la planification et la construction des villes. Parmi les sujets traités : les tours d’habitation, la séparation des zones résidentielles et les voies de transport ainsi que la préservation des quartiers historiques et autres bâtiments préexistants. Le principal concept sous-jacent a été la création de zones indépendantes pour les quatre « fonctions » : la vie, le travail, les loisirs et les infrastructures de transport. Le texte, très retravaillé par Le Corbusier, n’a été publié qu’en 1941 sous le titre La Ville fonctionnelle. 
Ces concepts ont été largement adoptés par les urbanistes dans leurs efforts pour reconstruire les villes européennes après la Seconde Guerre mondiale ; ainsi, Firminy-Vert qui consiste en la réalisation d’un quartier neuf et la construction d’un modèle de logements sociaux, ou encore les plans de Mart Stam pour la reconstruction de Dresde. La ville de Brasilia peut être considérée comme une incarnation des principes de la charte.
La charte a également fait l'objet de critiques, principalement pour manque de flexibilité. Par exemple, Team X est apparu dès 1953. Le mouvement « Mars 1976 », cofondé par Jean Nouvel, est une autre contestation. La charte d'Aalborg (1994), quant à elle, est aux antipodes de la charte d'Athènes.